# Gorybia orygma
Gorybia orygma är en skalbaggsart som beskrevs av Martins 1976. Gorybia orygma ingår i släktet Gorybia och familjen långhorningar. Inga underarter finns listade i Catalogue of Life.